# ديك كوتر
ديك كوتر (بالإنجليزية: Dick Cotter)‏ هو لاعب كرة قاعدة أمريكي، ولد في 12 أكتوبر 1889 في مانشستر في الولايات المتحدة، وتوفي في 4 أبريل 1945 في بروكلين في الولايات المتحدة.

## وصلات خارجية
- ديك كوتر على موقعبيزبول رفرنس.كوم (الدوري الرئيسي) (الإنجليزية)
- ديك كوتر على موقعبيزبول رفرنس.كوم (الدوري الثانوي) (الإنجليزية)